# Tizenkét anatéma
A tizenkét anatémát Alexandriai Szent Kürillosz fogalmazta meg 431-ben  Nesztoriosz tanítása ellen, ami egy kiközösítést előkészítő irat, és egyben a helyes hitet kijelölő teológiai magyarázatot fűzött hozzá. a fő téma az volt milyen értelemben volt Krisztus ember, Isten.

## A tizenkét pont
A tizenkét pont a következő állításokat tartalmazta, egyúttal kárhozatot kiáltott azokra akik nem vallják ezeket:
1. Isten az Emánuel és a Szent Szűz aki testileg szülte az Atyaistentől a testté lett Igét. Ezért Istenszülő.
2. Az Atya-Istentől való ige személyes valósága szerint egyesült a testtel, ezért Krisztus Isten és ember egyszerre.
3. Elátkozza azokat, akik két személyi valóságot különböztet meg Krisztusban az egyesülés után, és csak méltóság, hatalom vagy tekintély és nem természeti egység alapján értelmezi.
4. Ha valaki az apostoli írásokban a kifejezéseket két személyi valóságra szétosztja, melyeket szentek tettek Krisztusra vonatkozólag és Krisztus tett önmagára vonatkozólag és egyik Atyaisten igéjét emberi, másikat isteninek mondja.
5. Krisztus nem istenhordozó ember.
6. Krisztusnak nem Ura és Istene, az Atya-Istentől származó Ige.
7. Ha valaki azt állítja, hogy az Istentől való Ige működtette Krisztust, mint eszközként, és az Egyszülött dicsősége, mint valaki mástól származó vette körül
8. Ha valaki azt állítja a felvett ember kell együtt imádni az Isten Igével és vele együtt kell dicsőíteni, mint egymástól különbözőt, az sem, mert az együtt feltételezi a két különállót.
9. Hogy az Úr Jézust a Szentlélek dicsőítette meg, hogy valamilyen külön erővel élt, és így vitte végbe csodáit, és nem a saját erejéből.
10. Aki Jézust a szentírás főpapjának nevezi,és nem az Atya-Istentől származó Igét, hanem tőle különbözőt az asszonytól született embert, és aki azt állítja önmagáért ajánlotta fel áldozatul, és nem értünk, mert nem volt szüksége áldozatra annak aki bűnt látott.
11. Aki nem vallja az Úr teste életadó, Atya-Isten és az Ige különálló
12. Aki nem vallja, hogy Isten igéje szenvedett és megfeszített a testben.

## Hatása
Kürillosz semmilyen olyan elképzelésnek nem engedett, amely megbontotta volna az egységet Isten igéje és Krisztus valósága között. A tizenkét pont emiatt az egység lényegére koncentrál - végeredményben az egyistenhitre - és nem a moralizálásra.